# Пантеон (Рим)
Римският пантеон (на италиански: Pantheon; от старогръцки: πάνθειον – от πάντες (всички) и θεός (бог) – т.е. „(храм) на всички богове“) е бивш древноримски храм в Рим, посветен на всичките богове, а понастоящем е католическа базилика, посветена на Богородица и Мъчениците (Basilica di Santa Maria ad Martyres). Пантеонът е построен между 118 – 128 г. сл.н.е. Той се намира в историческия център на Рим, на площада Пиаца дела Ротонда (Piazza della Rotonda). Пантеонът е сред най-големите инженерни достижения на античността, достигнали до наши дни.

## История
Пантеонът е построен през 118 – 126 г. по време на управлението на император Адриан.
Храмът е издигнат на мястото на предишния Пантеон, построен два века по-рано през 27 – 25 г. пр.Хр. от римския консул Марк Випсаний Агрипа по време на третото му консулство в чест на победата при Акциум през 31 г. пр.Хр. От тази първа сграда се е запазил само портикът. На фронтона на портика е изписан надпис на латински език: „M·AGRIPPA·L·F·COS·TERTIVM·FECIT“ (съкращение от „Marcus Agrippa, Lucii filius, consul tertium fecit“, тоест „Марк Агрипа, син на Луций, консул за трети път, построи това“). Постройката на Марк Агрипа изгаря по време на големия пожар през 80 г. Пантеонът е възстановен от император Домициан, но и втората поред сграда изгаря в пожар през 110 г. Изграждането на сегашната сграда започва през 118 г. и завършва през 126 г. при император Адриан. Предполага се, че строителните работи са се ръководели от архитекта Аполидор Дамаски.
Римският Пантеон е издигнат като храм на деветте божества на седемте планети от официалната религия в Древния Рим.
През 202 г. сградата е ремонтирана от Септимий Север и Каракала, за което свидетелства друг, по-малък надпис.
На 13.05.609 г. византийският император Фока подарява храма на папа Бонифаций IV и езическият храм е осветен като християнска църква, посветена на Богородица и християнските мъченици (Santa Maria ad Martyres). Названието е дадено в чест на анонимни християнски мъченици, чиито мощи били пренесени от катакомби в криптата на Пантеона. Денят 13 май започва да се отбелязва като празник на Вси Светии. В средата на VIII век папа Григорий III освещава на 1 ноември в чест на Вси Светии един от параклисите на катедралата „Свети Петър“ и премества празнуването на деня на Вси Светии на 1 ноември.
Превръщането на езическия храм в християнска църква спомага за запазването на сградата като цяло, но не и да спре частичното разграбване на отделни нейни елементи. По време на посещението си в Рим през 663 г. византийският император Константин II сваля позлатеното бронзово покритие от купола на Пантеона. През VIII век то е заменено с оловно. През Средновековието е отмъкната и голяма част от мраморната облицовка на сградата. През 1270 г. на правоъгълната покривна площадка над преддверието е издигната малка камбанария, но тя не просъществувала дълго. През XV век при разчистването на пространството пред Пантеона от лавки и бараки са открити части от бронзовата квадрига, която през античността се намирала над портика. При папа Урбан VIII Берберини (1623 – 1644 г.) е свалено бронзовото покритие от гредите на колонадата, за да се излеят оръдия за папския замък „Сант Анжело“, което предизвиква гнева на римляните и каламбура: „Това, което не сториха варварите, го направи Берберини“. За да смекчи недоволството папата нарежда да се построят две малки камбанарии в двата края на фронтона, по проект на Бернини. Римляните обаче не ги харесали и нелепо изглеждащите камбанарии получили названието „магарешките уши“. Двете камбанарии са премахнати през 1883 г. През 1820 г. е извършена реставрация по нареждане на папа Пий VII, а през 1857 г. – друга такава по времето на понтификата на папа Пий ІХ.
От епохата на Ренесанса насетне в Пантеона започват да погребват видни личности. Днес Римският пантеон все още се използва като църква, като в него редовно се провеждат религиозни богослужения при специални празници.

## Архитектура
Ориентацията на храма е нетипична нито за гръцките, нито за римските здания. Главният вход е ориентиран към север, затова слънчевата светлина прониква само през окулуса на върха на купола.
Пантеонът е ротонда с правоъгълен портик на север. Ризницата и параклисът долепени под формата на буквата „П“ оформят външната фасада в южната част. Сградата е дълга 84 м, широка е 58 м, а максималната височина е 58 метра. Съществуват концепции, съгласно които Пантеонът от епохата на император Адриан бил построен въз основа на питагорската нумерология. Кръгъл план, полусферичен купол, ориентиране спрямо четирите страни на света отразяват вижданията на Питагор и неговите ученици относно устройството на Вселената. Вътрешното пространство на ротондата е построено в окръжности на описан във вътрешността им квадрат със страни с размер на 100 гръцки фута – константи на пропорциониране на цялата класическа архитектура.
Куполът на Пантеона в продължение на векове е най-големият в света, а и до днес остава най-големият купол в света от неармиран бетон. Неговият вътрешен диаметър на височина и ширина е еднакъв – 43.3 м, т.е. вътре в него може да се вмести сфера с такива размери. За облекчаване на тежестта на купола, дебелината на стените намалява във височина – от 6.4 м при основата до 1.2 м в горната част. Двадесет и осем ребра, които се спускат от окулуса надулу по повърхността на купола, символизират Луната (28 – броят на месеците в питагоровия лунен календар).
На върха на купола има кръгъл отвор с диаметър 8.92 м, наречен „окулус“, популярен и като „окото на пантеона“ или „око Господне“. Окулусът символизира бога на светлината Аполон. Освен че служи за намаляване на тежестта на купола, заедно с вратата той се използва за осветление и вентилация на сградата. Пропадащата през отвора вода по време на дъжд се отвежда от изградена под пода дренажна система.
Сто и четиридесет кесона (квадратни клетки) със стъпаловидно сечение, разположени в пет концентрични кръга по 28 във всеки служат както за декорация на купола, така и за намаляване на тежестта на покривната конструкция, чрез отделяне на излишната маса бетон. Кесоните разделят купола на 28 равни секции, което съответства на количеството големи колони в подножието. 28 – едно от „съвършените числа“, равно на сумата на собствените си делители, отличаващи се от самото число (1 + 2 + 4 + 7 + 14 = 28). В древността били известни само четири съвършени числа (6, 28, 496 и 8128), и всички от тях според теорията на Питагор имали мистическо значение, свързано с космоса.
Стените, които носят купола са двуредови. Долният ред е симетрично разделен от 6 еднакво високи полукръгли или правоъгълни ниши фланкирани от пиластри и отделени от подкуполното пространство от колони, а седмата най-голяма ниша е разположена срещу входа и не е отделена с колони от залата. Колоните и пиластрите поддържат антаблеманта, отделящ долния ред на стената от горния. Горният ред е разчленен от малки пиластри и глухи прозорци, явяващи се продължение на линиите на кесоните на купола.
Покривът на портика се носи от 16 колони високи по 13 м разположени в 3 редици – 8 колони от сив египетски гранит са разположени отпред, а останалите колони направени от червен асуански гранит са разположени от двете страни на пътеката към централния вход.

## Интериор
В апсидата на главния олтар се намира копие на византийска икона на Богородица, чийто оригинал се пази във Ватикана.
В Пантеона се намират гробниците на италианските крале Виктор Емануил II и Умберто I, и на кралица Маргарита Савойска. В храма са погребани също художникът Рафаело, архитектът Балдасаре Перуци и музикантът Арканджело Корели.

## Обелискът на Пиаца дела Ротонда
На площад „Ротонда“ пред Пантеона има фонтан, в който се издига обелиск от червен гранит на фараон Рамзес II от VIII в. пр.н.е. Обелискът е висок 6,34 м, а заедно с фонтана и постамента достига височина 14,52 м. Първоначално обелискът се е намирал в Хелиополис в Египет, откъдето е пренесен при управлението на император Домициан и поставен пред храма на Изида и Серапис (близо до Септа Юлия) на Марсово поле. До 1373 г. обелискът се намира на площад Сан Макуто, но през 1711 г. е преместен пред Пантеона по нареждане на папа Климент XI.